# Карпенко Катерина Сидорівна
Катерина Сидорівна Карпенко (нар. 1922, смт. Великий Бурлук, тепер Великобурлуцького району Харківської області — ?) — українська радянська діячка, 1-й секретар Великобурлуцького районного комітету ЛКСМУ Харківської області. Депутат Верховної Ради УРСР 2-го скликання.

## Життєпис
Народилася у селянській родині. У 1940 році закінчила педагогічну школу.
У 1940—1941 роках — вчителька Торговецької неповної середньої школи Острожецького району Ровенської області.
Під час німецько-радянської війни перебувала в евакуації: вчителювала та працювала у колгоспі імені Молотова села Ворошилово Безимянського району Саратовської області РРФСР. Член ВКП(б).
З 1943 року — 1-й секретар Великобурлуцького районного комітету ЛКСМУ Харківської області.